# Alte Pfarrkirche Münichholz

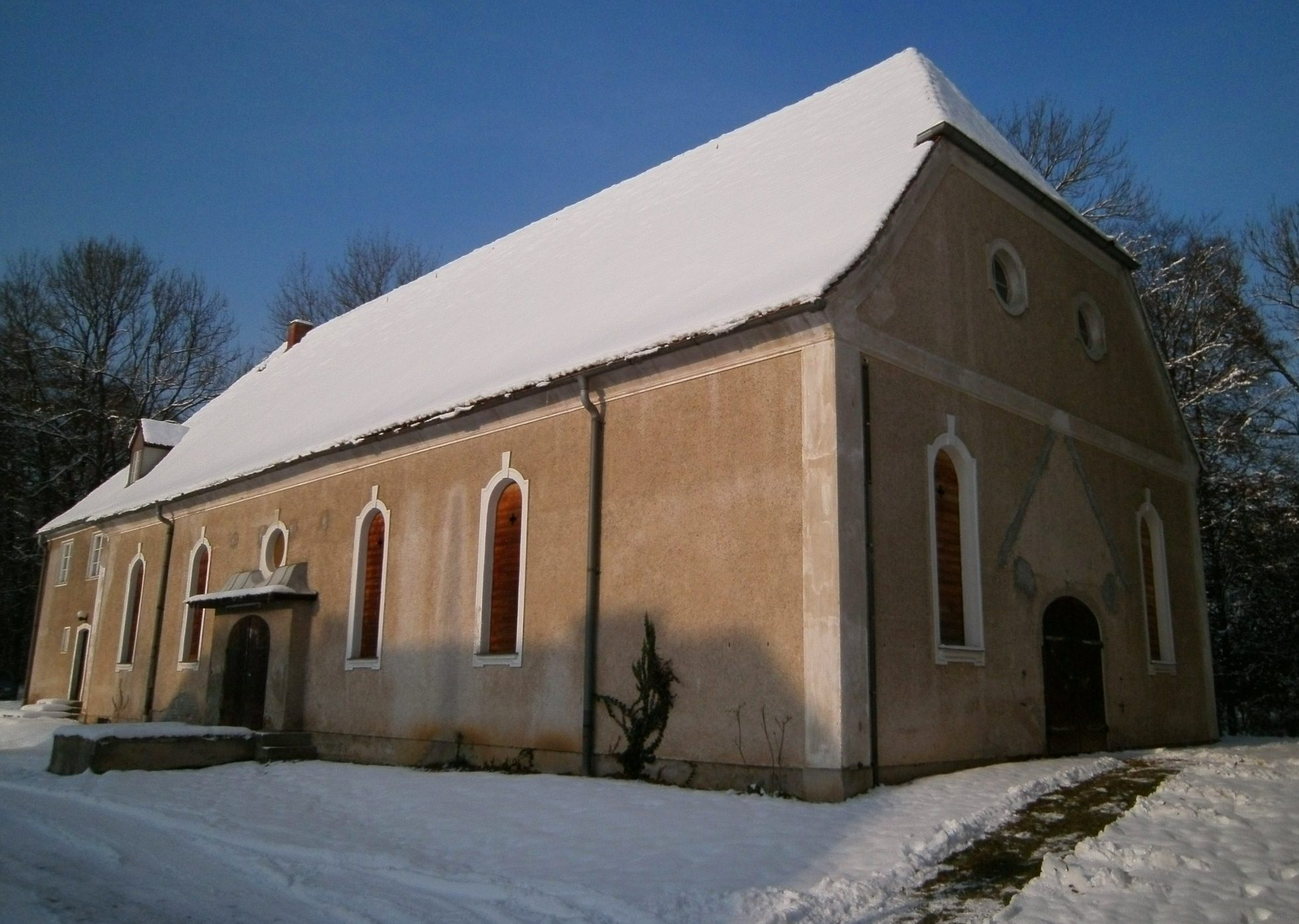
Alte Pfarrkirche Christkönig in Münichholz

Die Alte Pfarrkirche Steyr-Münichholz steht im Stadtteil Münichholz in der Stadtgemeinde Steyr in Oberösterreich.  Die römisch-katholische Pfarrkirche Christkönig gehörte zum Dekanat Steyr in der Diözese Linz. Das Gebäude steht unter Denkmalschutz.

## Geschichte
Die Kirche wurde 1946 als Notkirche für den neu entstandenen Stadtteil Münichholz errichtet und im Dezember 1946 geweiht.
Es handelt sich um eine schlichte Saalkirche im typischen Stil der 1940er-Jahre mit rieselverputzten Fassaden und Betonung der Gebäudekanten durch Putzfaschen. An der giebelständigen Ostfassade befindet sich eine horizontale Putzfasche zum Giebelgeschoß. Ein einfaches rundbogiges Portal mittig in der Fassaden war der ursprüngliche Hauptzugang zur Kirche. Am Putz ist über dem Portal noch der Verlauf des Daches der abgebrochenen ehemaligen Vorhalle zu erkennen. 
Die Belichtung der Kirche erfolgte durch schmale hohe rundbogig schließende Fenster, die außen stabfaschengerahmte Putzrahmungen mit mittigen Keilsteinen aufweisen. An der Ostfassade ist je eine Fensteröffnung links und rechts des Portales und im Giebelbereich hat es zwei kreisrunde Belichtungsöffnungen. Die Längsfassade hat vier Kirchenfenster und fassadenmittig den leicht vorgebauten seitlichen Kircheneingang mit rundbogiger Portalöffnung und geschwungenem Vordach mit einer darüber liegenden ovalen Belichtungsöffnung. Im Westen schließt an die Kirche leicht eingezogen das zweigeschoßige Pfadfinderhaus mit ebenfalls rieselverputzten, zweiachsigen Fassaden an. Eine faschengerahmte segmentbogige Tür im Süden ist der Gebäudeeingang. Ein hohes Walmdach mit Krüppelwalm im Osten und kleinen Dachgaupen im Bereich des Pfadfinderhauses geht über beide Gebäudeteile.
Mit Einweihung der neuen Pfarrkirche Münichholz in den 1960er-Jahren wurde die alte Kirche stillgelegt, Glockenturm und Vorhalle wurden abgetragen.